# Infierno, canto vigesimotercero

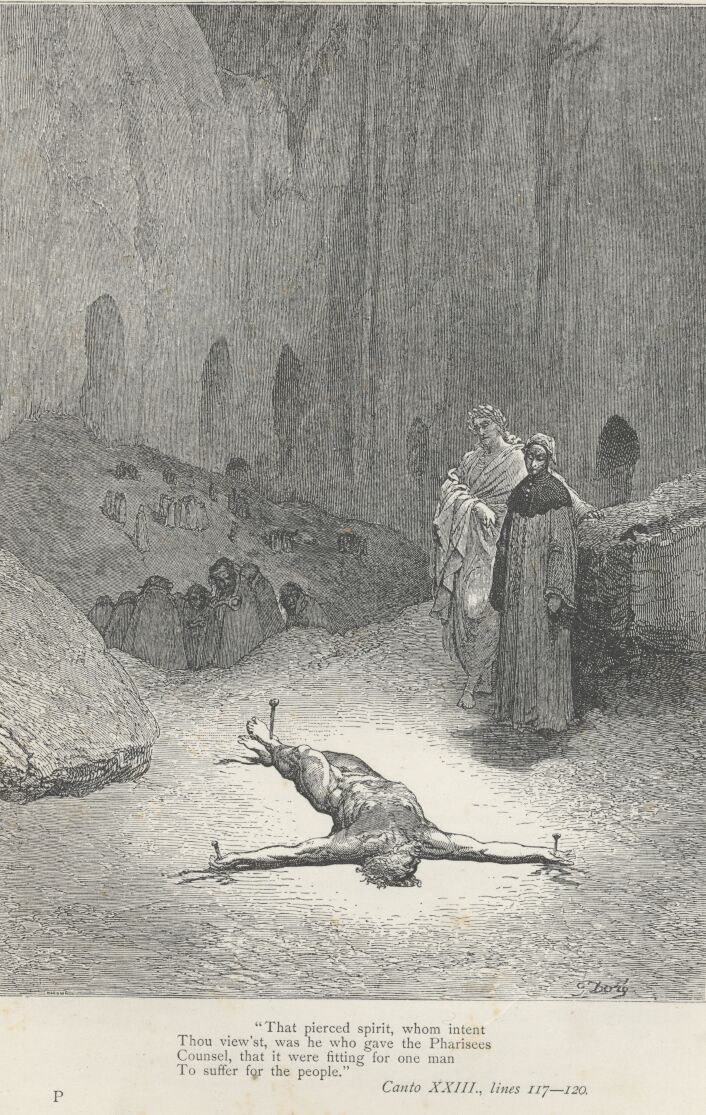
Caifás, ilustración de Gustave Doré.

El canto vigésimo tercero del Infierno de Dante Alighieri se sitúa en la sexta fosa del octavo círculo, donde son castigados los hipócritas. Estamos en la mañana del 9 de abril de 1300 (Sábado Santo), o según otros comentadores del 26 de marzo de 1300.
El canto cierra, después de los dos precedentes (XXI y XXII), el episodio de la fosa de los estafadores, donde Dante y Virgilio asisten a las peripecias de un grupo de diablos (los Malebranche), asignados a ellos como escolta a pesar de no ser pedidos. El episodio está caracterizado por un estilo cómico, con un ritmo rápido y numerosos personajes, claro ejemplo de la ductilidad poética de Dante. La segunda parte de este canto está dedicada, con otro tono y atmósfera, a la fosa de los hipócritas, antes del final sorpresa que vuelve sobre un estilo más burlón y cierra dignamente el episodio de los diablos de la fosa precedente.

## Incipit
Canto XXIII, nel quale tratta de la divina vendetta contra l'ipocriti; del quale peccato sotto il vocabulo di due cittadini di Bologna abomina l'auttore li bolognesi, e li giudei sotto il nome d'Anna e di Caifas; e qui è la sesta bolgia.

## Análisis del canto

### Fuga de Dante y Virgilio - versos 1-57

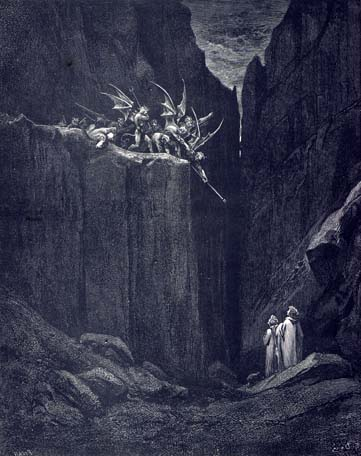
Miedo y fuga (Canto XXIII, vv 52-54), ilustración de Paul Gustave Doré.

El canto inicia con la figura de los dos peregrinos que, después de haberse escabullido de los diablos al final del canto precedente, ahora caminan en silencio, solos y sin compañía y en fila como Fray menores. Dante nos hace saber también en qué estaba pensando en aquel momento de silencio, es decir en la fábula de Esopo de la rana y el topo, que él veía análoga a lo sucedido con los diablos. La fábula en cuestión hablaba de una rana que acepta de llevar sobre la espalda a un pequeño topo para hacerle cruzar un estanque, pero después de haberse atado su cola a una pata intenta ahogarlo a mitad trayecto, pero justo aparece un pájaro rapaz, atraído por el movimiento del topo que lo come capturando también a la rana que estaba atada. El significado es que aquel que tiene malas intenciones es víctima de su propia malicia y puede ser aplicado al episodio del canto precedente con el condenado Ciampolo de Navarra como rana y los diablos como topos, pero se podría también decir el contrario, con la brea como pájaro que castiga a todos.
Pero como un brote trae otros, el pensamiento se expande en la cabeza de Dante, el cual ahora se da cuenta de que los diablos podrían venir a vengarse sobre ellos, culpables después de todo de haber hecho escapar al condenado con sus largas preguntas. El miedo de que ellos estén corriéndolos por atrás, como perros a liebres, Dante se lo manifiesta a Virgilio, el cual ya le leyó el pensamiento con la velocidad del "espejado vidrio", es decir el espejo, a reflejar las imágenes. Apenas Virgilio termina de sugerir que ellos podrían bajar de la orilla a la siguiente fosa, se ven en la lejanía llegar a los rápidos diablos con las alas extendidas, a lo que inmediatamente Virgilio toma a Dante con un gesto de protección maternal y se tira por el escarpado. Dante pone una vivaz similitud para describir el descenso en brazos de su maestro, como haría una madre despertada por el ruido de un incendio que toma a su hijo para salvarlo "cuidando más del niño que de ella", vestida con solo una camisa. La rapidez de Virgilio, que ya se tiró con el discípulo en brazos, recuerda también el agua que baja en los canales de un molino
Apenas los dos tocan tierra los diablos llegan a la cima de la colina donde estaban los dos poetas hace poco, pero allí no son peligrosos porque el estar destinados a la quinta fosa por la divina providencia quita a ellos la facultad de salir.

### La fosa de los hipócritas - vv. 58-72

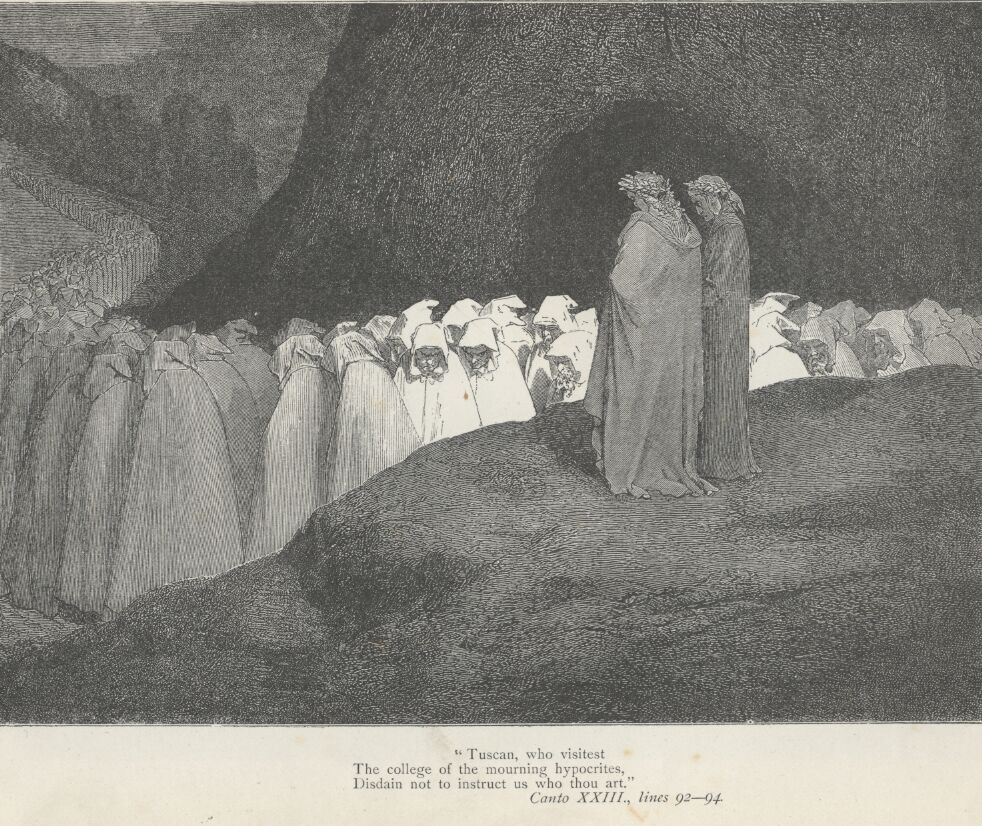
Los hipócrtias, ilustración de Gustave Doré.

Una vez descendidos sobre el fondo, la atmósfera del canto cambia completamente y es suficiente con el primer terceto para mostrar la atmósfera de silencio y dolor.

Allí abajo hallamos gente pintada

girando en torno con muy lentos pasos,

llorando y, al ver, cansada y vencida.
vv. 58-60

Los condenados están pintados es decir cubiertos con un deslumbrante dorado, y van con pasos lentos llorando, con un ritmo de quien está vencido por el cansancio (Hendíadis). Están vestidos con amplias capas de monjes, como tienen los de Cluny, pero que en el interior están forradas por pesado plomo y son así de pesadas que las de Federico II, en comparación, parecían de paja: una alusión a una leyenda sobre la crueldad del Emperador, inventada y difundida por el partido güelfo, a la cual Dante creía, creyendo que él soliese castigar quien era culpable de traición con una capa de plomo antes de meterlo en una caldera en llamas. Los condenados, "atendiendo al triste llanto" caminaban así de lentos que a cada nuevo paso los dos poetas se encontraban a superar y a alcanzar a alguien distinto. La atmósfera de este canto fue definida como conventual, de hecho la fosa es definida en los versos 91-92 "colegio" (palabra que generalmente indicaba una comunidad de frailes de los hipócritas).   
El contrapaso de estos condenados (se descubrirá enseguida que son hipócritas) consiste en la analogía respecto a sus conducta de vida: en el externo mostraban una espléndida figura, escondiendo en su interior el verdadero oscuro pensamiento. Puede haber Dante influenciado también la etimología que Uguccione de la Faggiuola da a la palabra hipócrita, es decir formadas por la palabras griegas hypò, "bajo", y chrysòs, "oro" (en verdad debería derivar de hypocrités, "actor"). La visión que Dante tenía de estos pecadores estaba seguramente influenciada también por los evangelios, donde Jesús criticaba con vehemencia durante sus predicaciones tal actitud. La hipocresía es también el tema dominante de Fiore (flor) poema en endecasílabos considerado por algunos como una obra juvenil de Dante.

### Los frailes gaudentes: Catalano y Loderingo - vv. 73-108

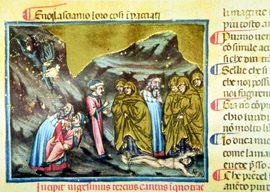
Escuela toscana, miniatura de fines del.

Aquí Dante manifiesta a Virgilio la voluntad de hablar con alguno, reconociendo quizás algún condenado, pero sus solas palabras son suficientes para que se le dirija uno que entiende la lengua "toscana". Dante ve entonces poco detrás de él dos que parecen quererse apurar en el interior (con el cuerpo es imposible para ellos) y que cuando se le aproximan lo fijan en silencio. Hablando entre ellos después notan como Dante está vivo porque se mueve su garganta, es decir respira, y le preguntan quien es. Dante, que no cita nunca su nombre, responde brevemente "Yo he nacido y he crecido / al borde del bello río Arno en la gran ciudad (Florencia)" (vv. 94-95). Después de pedir quienes son los condenados y cual es la pena que les hace destilar tanto dolor por las mejillas, el primero responde que el dolor se debe al peso de las capas de plomo, que los hace balancear como a las balanzas. Ellos fueron frailes Gaudentes (de la Milicia de la Bendita Gloriosa Virgen María) de Bolonia. En particular, el que habla es Catalano de los Malavolti y el otro Loderingo de los Andalò, ambos enviados como pacificadores a Florencia (en el 1226), misión en la que fracasaron, como Dante bien sabía mirando también solo a la Torre del Gardingo, la principal torre de los Uberti reducida a escombros al tiempo de la expulsión de los gibelinos, que en tal estado de miseria todavía se encontraba al tiempo de Dante antes que fuese hecha la actual Plaza de la Señoría.

### Caifás - vv. 109-126

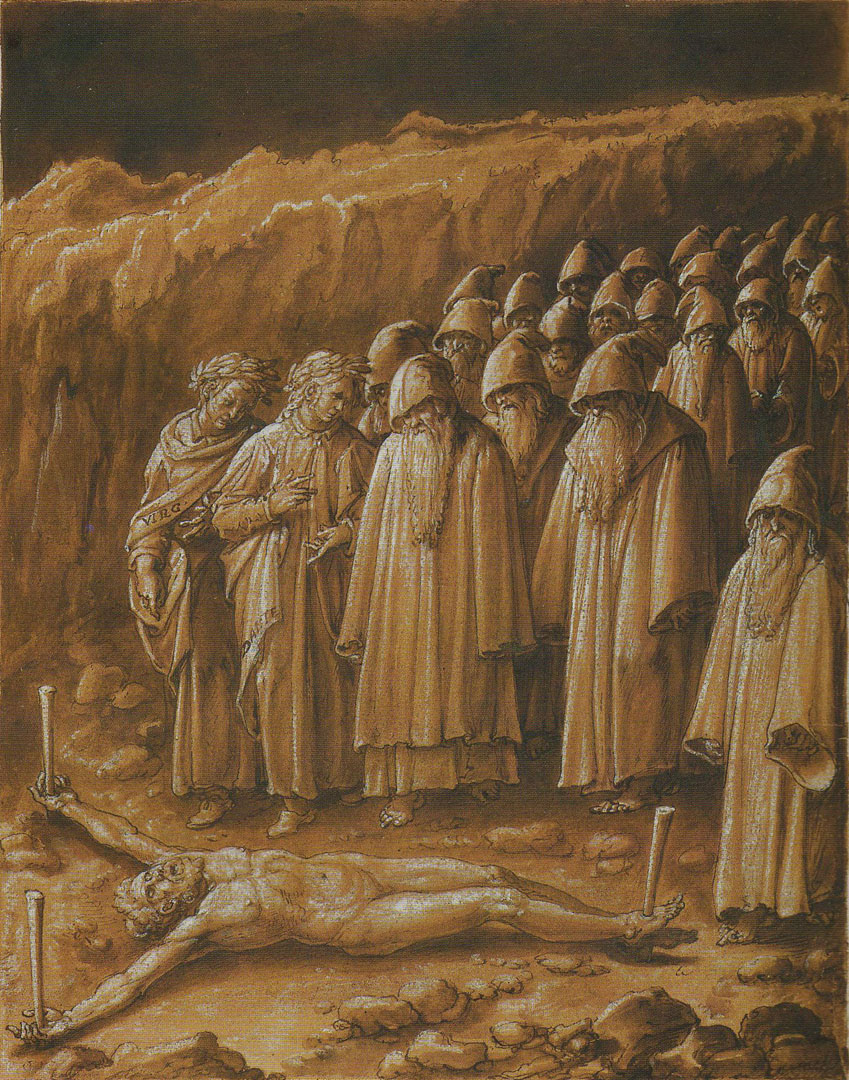
Los hipócritas, ilustración de Giovanni Stradano (1587).

Dante inicia entonces una oración: "¡Oh hermanos, vuestros males..." (no se sabe que tono pensaba darle a su discurso, si despreciativo o mezcla de piedad u otro). Pero es bruscamente interrumpido por una visión, un hombre crucificado (o pegado) al suelo con tres palos, que se distorsiona soplando en la barba cuando descubre que está siendo visto por Dante. Fray Catalano entonces explica que es aquel que aconsejó a los Fariseos sacrificar a un solo hombre para evitarle problemas al pueblo y que ahora está desnudo bajo el pasaje de todos los otros condenados. Es entonces Caifás, el sumo sacerdote de Jerusalén que hizo ajusticiar a Jesús cubriéndose con el pretexto hipócrita de salvar al pueblo sacrificando al fastidioso predicador (excusa que desde un punto de vista laico no se puede considerar hipócrita, sobre todo si se piensa que a los romanos no le gustaban los desórdenes). 
Además, está castigado de la misma forma su suegro Anás y los otros fariseos que tomaron parte de aquel consejo, que fue causa de desventura para los judíos. 
Virgilio se maravilla al ver a aquel condenado en la cruz tan vilmente y sobre esta maravilla de Virgilio algunos comentadores se esforzaron en sacar un significado alegórico, mientras según otros se debe solo al hecho que durante el primer cruce del Infierno por parte del poeta latino (cfr. Inferno IX, 23-24) estos condenados no existían todavía, en cuanto que pertenecen a la era cristiana.

### Las mentiras del diablo - vv. 127-148
Virgilio pide entonces al fray si hay otro modo de salir por la derecha de esta fosa, porque hacia la izquierda ellos no pueden volver porque no quieren ser buscados por "los ángeles negros", es decir los Malebranche. Catalano responde entonces que no muy lejos hay una piedra que se separó del puente que atravesaba todos los valones de este círculo, siendo todos los puentes sobre esta fosa separados y por eso no lo cubren en ningún punto. Virgilio queda un poco con la cabeza inclinada y después dice "Mal explicaba las cosas /  aquel que a los pecadores ensartaba" (vv- 140-141), es decir nos contó mal la cosa aquel que ensarta a los pecadores allá (Malacoda).
En este punto reaparece la atmósfera cómica de la fosa precedente, donde Catalano revela a Virgilio haber sido engañado llegando a embromarlo por su ingenuidad: "Ya he oído contar en Bolonia / del diablo tantos vicios, entre los cuales oí / que es embustero y padre de mentira" (vv. 142-144), es decir que él escuchó decir en Bolonia, que el diablo es padre de mentira, sobrentendiendo sarcásticamente que para saber una tal banalidad no sirve ir a la Universidad de Bolonia.
Virgilio cobra el golpe en silencio (importante es el significado alegórico de la Razón que se puede engañar con el fraude, sobre todo cuando esta es así de inútil) y se va con grandes pasos un poco iracundo, mientras Dante le corre detrás, siguiendo sus huellas. Se cierra así un final con sorpresa, que hace repensar a todo el episodio, con la comedia de los diablos.